# Stopce
Stopce – wieś w Słowenii, w gminie Laško. W 2018 roku liczyła 27 mieszkańców.